# Гота (Флорида)
Гота (англ. Gotha) — статистически обособленная местность, расположенная в округе Ориндж (штат Флорида, США) с населением в 731 человек по статистическим данным переписи 2000 года.

## География
По данным Бюро переписи населения США статистически обособленная местность Гота имеет общую площадь в 5,18 квадратных километров, из которых 4,66 кв. километров занимает земля и 0,52 кв. километров — вода. Площадь водных ресурсов округа составляет 10,04 % от всей его площади.
Статистически обособленная местность Гота расположена на высоте 37 м над уровнем моря.

## Демография
По данным переписи населения 2000 года в Готe проживало 731 человек, 210 семей, насчитывалось 249 домашних хозяйств и 264 жилых дома. Средняя плотность населения составляла около 141,12 человек на один квадратный километр. Расовый состав населённого пункта распределился следующим образом: 88,78 % белых, 4,38 % — чёрных или афроамериканцев, 0,55 % — коренных американцев, 3,56 % — азиатов, 1,50 % — представителей смешанных рас, 1,23 % — других народностей. Испаноговорящие составили 7,11 % от всех жителей статистически обособленной местности.
Из 249 домашних хозяйств в 46,2 % воспитывали детей в возрасте до 18 лет, 71,9 % представляли собой совместно проживающие супружеские пары, в 7,6 % семей женщины проживали без мужей, 15,3 % не имели семей. 12,4 % от общего числа семей на момент переписи жили самостоятельно, при этом 4,8 % составили одинокие пожилые люди в возрасте 65 лет и старше. Средний размер домашнего хозяйства составил 2,92 человек, а средний размер семьи — 3,18 человек.
Население статистически обособленной местности по возрастному диапазону по данным переписи 2000 года распределилось следующим образом: 28,9 % — жители младше 18 лет, 5,7 % — между 18 и 24 годами, 33,0 % — от 25 до 44 лет, 25,3 % — от 45 до 64 лет и 7,1 % — в возрасте 65 лет и старше. Средний возраст жителей составил 36 лет. На каждые 100 женщин в Готe приходилось 97,0 мужчин, при этом на каждые сто женщин 18 лет и старше приходилось 102,3 мужчин также старше 18 лет.
Средний доход на одно домашнее хозяйство статистически обособленной местности составил 59 808 долларов США, а средний доход на одну семью — 76 286 долларов. При этом мужчины имели средний доход в 42 143 доллара США в год против 42 692 доллара среднегодового дохода у женщин. Доход на душу населения статистически обособленной местности составил 59 808 долларов в год. 9,8 % от всего числа семей в населённом пункте и 20,0 % от всей численности населения находилось на момент переписи населения за чертой бедности, при этом 42,5 % из них были моложе 18 лет и  — в возрасте 65 лет и старше.